# Loyola Marymount University

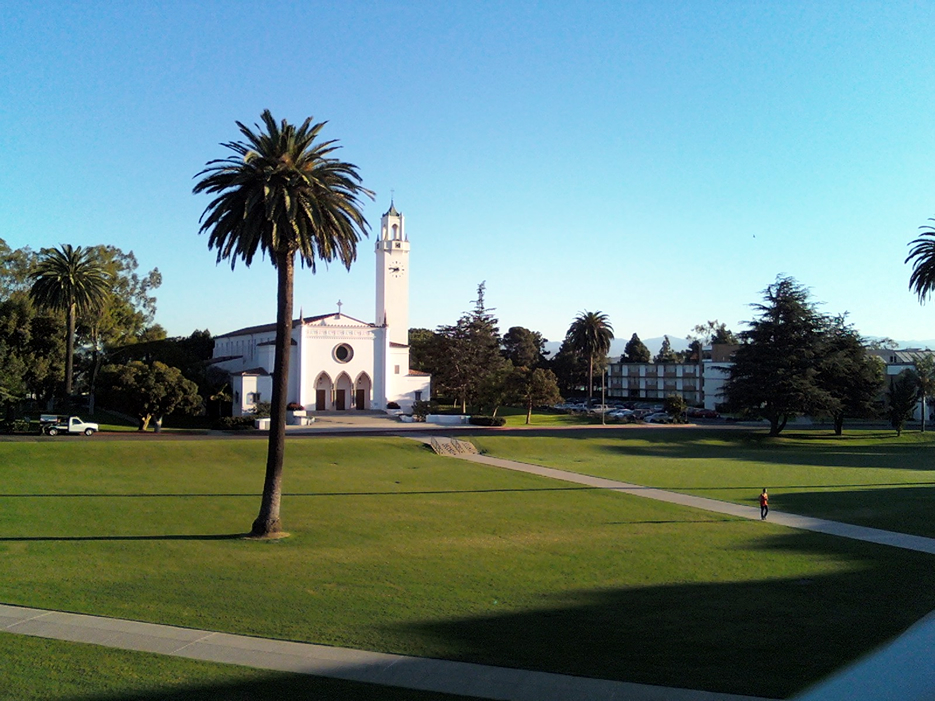
Sacred Heart Chapel på LMU.

Loyola Marymount University (LMU), med cirka 8 500 studenter, är ett privat romersk-katolskt jesuitiskt universitet i Los Angeles, Kalifornien, USA. LMU skapades år 1973 genom en sammanslagning av Marymount College och Loyola University i Los Angeles. Till universitetet hör Loyola Law School som finns  downtown Los Angeles.